# Teixido (El Bollo)
Teixido (llamada oficialmente San Marcos de Teixido) es una parroquia y un lugar español del municipio de El Bollo, perteneciente a la provincia de Orense, en la comunidad autónoma de Galicia.

## Toponimia
El nombre de la parroquia puede encontrarse referido con las grafías Teijido y Teixido.

## Historia
Pertenece al término municipal orensano de El Bollo, en la comunidad autónoma de Galicia. La parroquia contaba hacia 1849 con 70 habitantes. En 2018 su población ascendía a 23 habitantes. Aparece descrita en el decimocuarto volumen del Diccionario geográfico-estadístico-histórico de España y sus posesiones de Ultramar de Pascual Madoz de la siguiente manera: 

TEIJIDO (San Marcos): felig. en la prov. de Orense (12 leg.), part. jud. de Viana del Bollo (2), dióc. de Astorga (22), ayunt. del Bollo (1/4). sit. en la parte meridional de un monte; el clima templado y sano; los aires mas frecuentes los del N. Tiene 14 casas y 2 fuentes de buenas aguas. Su igl. parr. (San Marcos) es aneja. Confina N. Curejido; E. Paradela; S. Jaba y Chao-das-donas, y O. la v. del Bollo. El terreno es de buena calidad, y le fertiliza una arroyo que cruza por medio de la pobl. prod.: trigo, centeno, cebada, garbanzos, patatas y hortaliza; se cria ganado vacuno, de cerda, lanar, cabrío y algun mular, y caza de codornices, perdices, liebres y conejos. pobl.: 14 vec., 70 alm. contr.: con su ayunt. (V.).
(Madoz, 1849, p. 683)

## Organización territorial
La parroquia está formada por dos entidades de población:
- San Pedro dos Nabos
- Teixido

## Demografía

### Parroquia
| Gráfica de evolución demográfica de Teixido (parroquia) entre 2000 y 2022 |
|                                                                           |
| Datos según el nomenclátor publicado por el INE.                          |

### Lugar
| Gráfica de evolución demográfica de Teixido (lugar) entre 2000 y 2022 |
|                                                                       |
| Datos según el nomenclátor publicado por el INE.                      |